# Świat Dysku: Mappa
Świat Dysku: Mappa (ang. The Discworld Mapp) – mapa Świata Dysku narysowana przez Stephena Playera na podstawie wskazówek Terry’ego Pratchetta i Stephena Briggsa. Wydana w 1998 r. (polska edycja: Prószyński i S-ka, ISBN 83-7180-374-5, tłumaczenie Piotr W. Cholewa)
Wydawnictwo składa się z dużej, rozkładanej mapy Dysku o wymiarach 66 na 68 cm oraz niewielkiej książeczki opisującej dyskowych podróżników i ich odkrycia.